# Anomala xanthopleura
Anomala xanthopleura är en skalbaggsart som beskrevs av Gilbert John Arrow 1913. Anomala xanthopleura ingår i släktet Anomala och familjen Rutelidae. Inga underarter finns listade i Catalogue of Life.